# Arcomagno

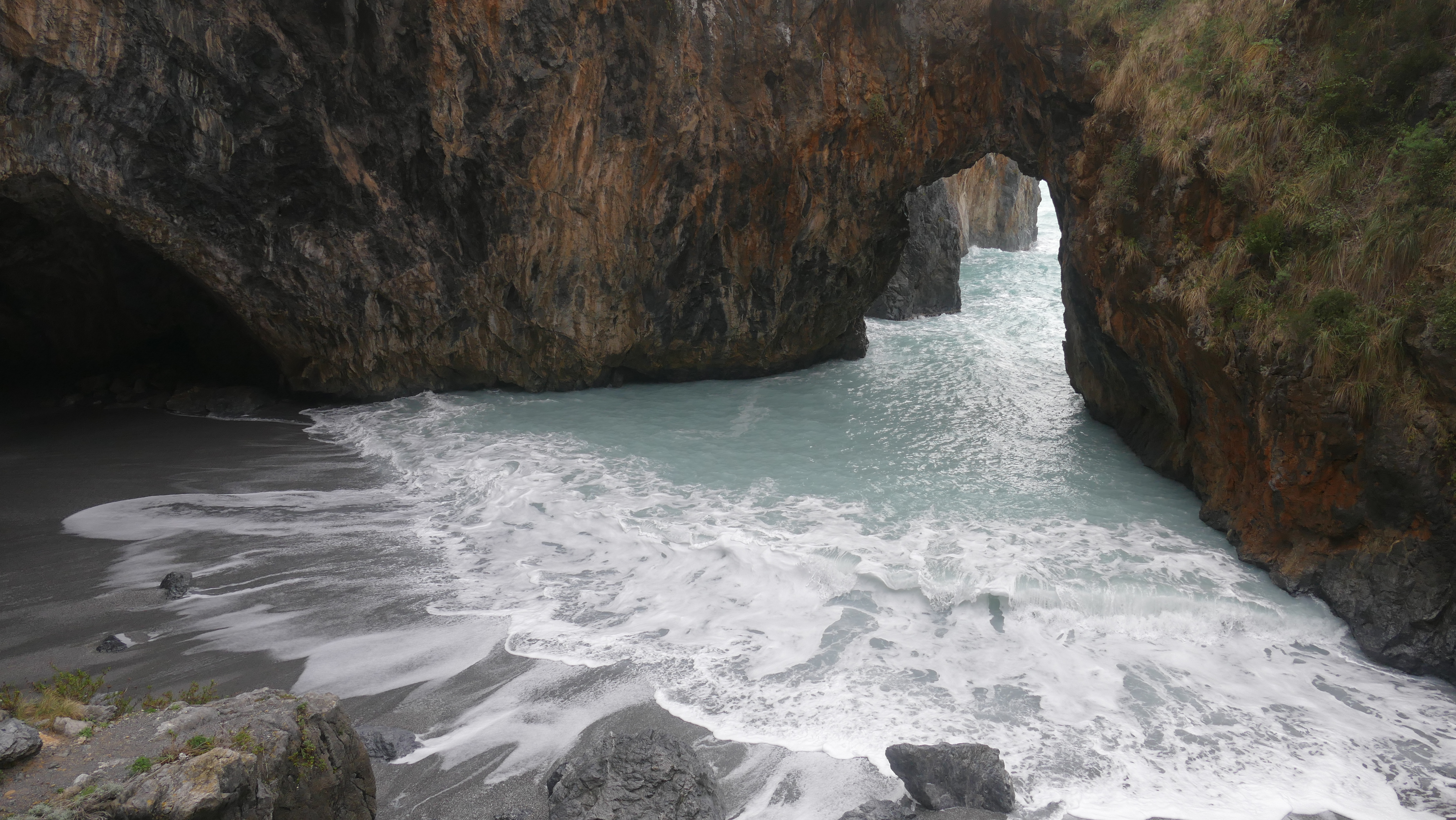
Plaża Arcomagno

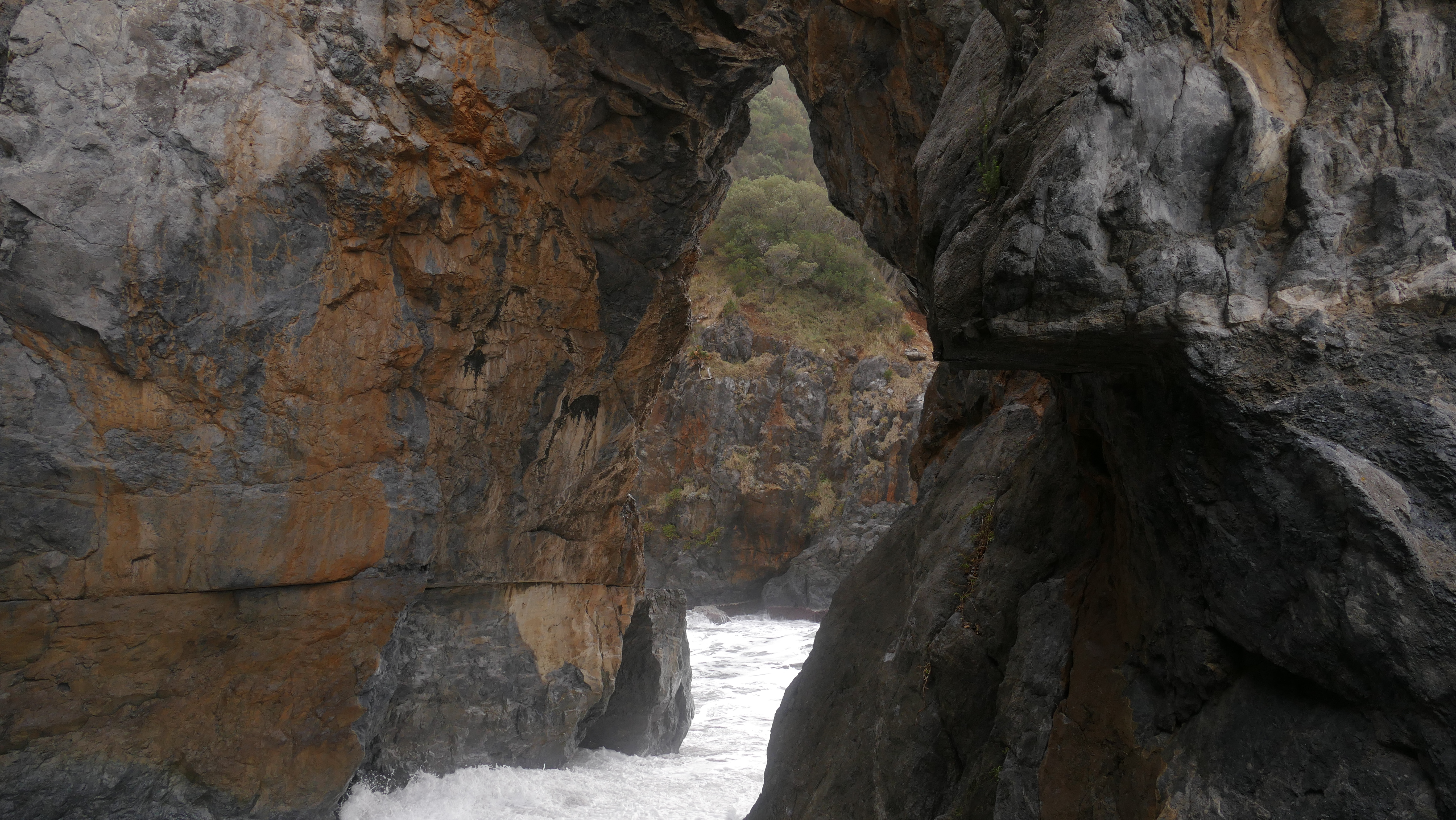
Arco di Enea

Arcomagno, lub Arco Magno – charakterystyczna skała, znajdująca się przy plaży o tej samej nazwie pomiędzy miastem San Nicola Arcella a Praia a Mare, w regionie Kalabria, w prowincji Cosenza.
Arcomagno ma postać łuku skalnego. Jej kształt jest wynikiem silnej abrazji. Nietypowa forma oraz niewielka i odcięta od reszty wybrzeża plaża przyciągają tu w sezonie turystycznym wielu turystów. Obok łuku znajduje się mała grota nazywana Grotta del Saraceno. Według miejscowych legend mieli się w niej ukrywać osmańscy piraci. Kilkaset metrów na północ mieści się inny łuk skalny Arco di Enea, który ludowe podania łącza z osobą Eneasza.
Zainteresowanie turystów łukiem doprowadziło do niszczenia skały przez zwiedzających. Przez pewnie czas władze rozważały nawet zamknięcie przejścia na plażę, ostatecznie jednak pozyskano fundusze na zabezpieczenie ścieżki przez skały.